# Łysostopek czerwonobrązowy
Łysostopek czerwonobrązowy (Gymnopus fuscopurpureus (Pers.) Antonín, Halling & Noordel.) – gatunek grzybów należący do rodziny Omphalotaceae.

## Systematyka i nazewnictwo
Pozycja w klasyfikacji według Index Fungorum: Gymnopus, Omphalotaceae, Agaricales, Agaricomycetidae, Agaricomycetes, Agaricomycotina, Basidiomycota, Fungi.
Po raz pierwszy opisał go w 1798 r. Christiaan Hendrik Persoon, nadając mu nazwę Agaricus fuscopurpureus. Później przez różnych uczonych zaliczany był do różnych rodzajów. W 1997 r. Vladimír Antonín, Roy E. Halling i Machiel Evert Noordeloos przenieśli go do rodzaju Gymnopus. Pozostałe synonimy nazwy naukowej:
- Chamaeceras fuscopurpureus (Pers.) Kuntze 1898
- Collybia fuscopurpurea (Pers.) P. Kumm. 1871
- Collybia obscura J. Favre 1948
- Levipedipilus fuscopurpureus (Pers.) J.J. Hu, B. Zhang & Yu Li 2024
- Marasmius fuscopurpureus (Pers.) Fr. 1838
- Marasmius fuscopurpureus var. ribicola Ade 1923

Nazwę polską nadał Władysław Wojewoda w 2003 r.

## Występowanie i siedlisko
Występuje w Ameryce Północnej, Europie, Azji i Australii. W Polsce do 2003 r. podano dwa stanowiska, w późniejszych latach podano wiele nowych.
Grzyb saprotroficzny występujący w lasach liściastych, w ściółce, wśród opadłych liści i na próchniejącym drewnie, zwłaszcza buka.